# HD 140283
HD 140283, informellt kallad Metusalem-stjärnan, är en metallfattig underjättestjärna belägen cirka 190 ljusår bort från jorden i stjärnbilden Vågen. Den har en skenbar magnitud på 7,205. Stjärnan har varit känd för astronomer i över ett sekel som en höghastighetsstjärna, och en tidig spektroskopisk analys gjord av Chamberlain och Aller fann att den hade en väsentligt lägre metallhalt än solen. Enligt moderna spektroskopiska analyser är järnhalten cirka 250 gånger lägre än den hos solen. Det är en av de närmast belägna population II-stjärnorna.

## Ålder och betydelse
Eftersom HD 140283 varken är en huvudseriestjärna eller en röd jätte kan dess position i Hertzsprung–Russell-diagrammet bestämmas med hjälp av teoretiska modeller av stjärnutveckling för att uppskatta stjärnans ålder. För fältstjärnor (i motsats till stjärnor i stjärnhopar) är det sällsynt att känna till en stjärnas ljusstyrka, yttemperatur och sammansättning exakt för att kunna få ett välbegränsat värde för stjärnans ålder. Utöver detta, är det ännu mer sällsynt för population II-stjärnor som HD 140283. I en nylig studie användes Hubbleteleskopets FGS-sensor för att göra en exakt parallaxmätning av stjärnan (från vilken information om avstånd och luminositet erhålls), och genom denna information uppskattades stjärnans ålder till 14,46 ± 0,8 miljarder år. Detta värde är dock osäkert, och strider mot universums beräknade ålder, bestämd 2015 enligt slutresultatet av Planckteleskopets mätningar, 13,799 ± 0,021 miljarder år. Stjärnan har kallats för "Metusalemstjärnan" i media på grund av sin ålder, och antas ha bildats strax efter big bang och är därmed en av de äldsta kända stjärnorna. Noggranna bestämningar av metallfattiga stjärnors ålder, såsom HD 140283 och stjärnor i klotformiga stjärnhopar, sätter en minimigräns för universums möjliga ålder oberoende av olika kosmologiska teorier, såsom big bang, inflationsteorier och cykliska modeller.
Studier av stjärnan hjälper också astronomer att förstå universums tidiga historia. Mycket låg metallicitet hos en stjärna, såsom HD 140283, indikerar att den föddes i andra generationens stjärnbildning. Förekomsten av tunga grundämnen i sådana stjärnor antas ha kommit från nollmetallstjärnor (population III-stjärnor), varav ingen hittills har identifierats. De första stjärnorna anses ha bildats några hundra miljoner år efter big bang, vilka dock dog i supernovaexplosioner efter bara några miljoner år. Andra generationens stjärnor, i vilken HD 140283 teoretiseras ha bildats, skulle inte kunna ha koalescerats förrän gas, uppvärmd från supernovaexplosionerna från de tidigaste stjärnorna, kyldes ned. HD 140283:s ålder indikerar att tiden som krävdes för att gaserna skulle kylas ned sannolikt bara var några tiotals miljoner år.
De relativa proportionerna av de tunga grundämnena i metallfattiga stjärnor som HD 140283 informerar också oss om det nukleosyntetiska utbytet och därmed det inre tillståndet hos de nu utdöda population III-stjärnorna. Liksom HD 122563, CS22892-0052 och CD-38245, har HD 140283 ett överskott av syre och alfaelement relativt till järn. Medan proportionerna av dessa grundämnen är mycket lägre i HD 140283 än i solen, är de inte så låga som för järn. Implikationen är att population I-stjärnorna genererade alfaelement företrädesvis framför andra grundämnen. Till skillnad från de flesta andra metallfattiga stjärnorna, har HD 140283 en detekterbar mängd litium, vilket är en följd av att HD 140283 ännu inte utvecklats till en röd jätte.